# 伊内斯·亨里克斯
伊内斯·亨里克斯（葡萄牙語：Inês Henriques，1980年5月1日—）是一名葡萄牙女子竞走运动员。她曾代表葡萄牙参加2004年、2012年和2016年三届奥运。她也在2017年世界田径锦标赛获得史上首个女子50公里竞走项目的世锦赛冠军，并刷新该项目世界纪录。